# Iota Herculis
Iota Herculis (ι Her, ι Herculis) è una stella della costellazione di Ercole di magnitudine 3,80, distante 455 anni luce dal sistema solare.

## Osservazione
Si tratta di una stella situata nell'emisfero celeste boreale. La sua posizione moderatamente boreale fa sì che questa stella sia osservabile specialmente dall'emisfero nord, in cui si mostra alta nel cielo nella fascia temperata; dall'emisfero australe la sua osservazione risulta invece più penalizzata, specialmente al di fuori della sua fascia tropicale. Essendo di magnitudine 3,80, la si può osservare anche dai piccoli centri urbani senza difficoltà, sebbene un cielo non eccessivamente inquinato sia maggiormente indicato per la sua individuazione.

## Caratteristiche fisiche
La stella è una subgigante blu di tipo spettrale B3IV, classificata come stella B lentamente pulsante, assomigliante alle variabili Beta Cephei; la sua luminosità varia di 0,02 magnitudini nell'arco di 3,49 giorni. Iota Herculis è anche una binaria spettroscopica con un periodo orbitale di 113,8 giorni, avendo una compagna che dista dalla principale all'incirca 1 UA. Sembra avere un'altra compagna, a 30 UA distanza, con un periodo orbitale di circa 60 anni, ed un'ulteriore componente, che pare essere anch'essa legata al sistema, si trova invece visualmente a 2' di distanza, che corrispondono a una distanza di almeno 18.000 UA.